# Stanisław Porębski (wspinacz)

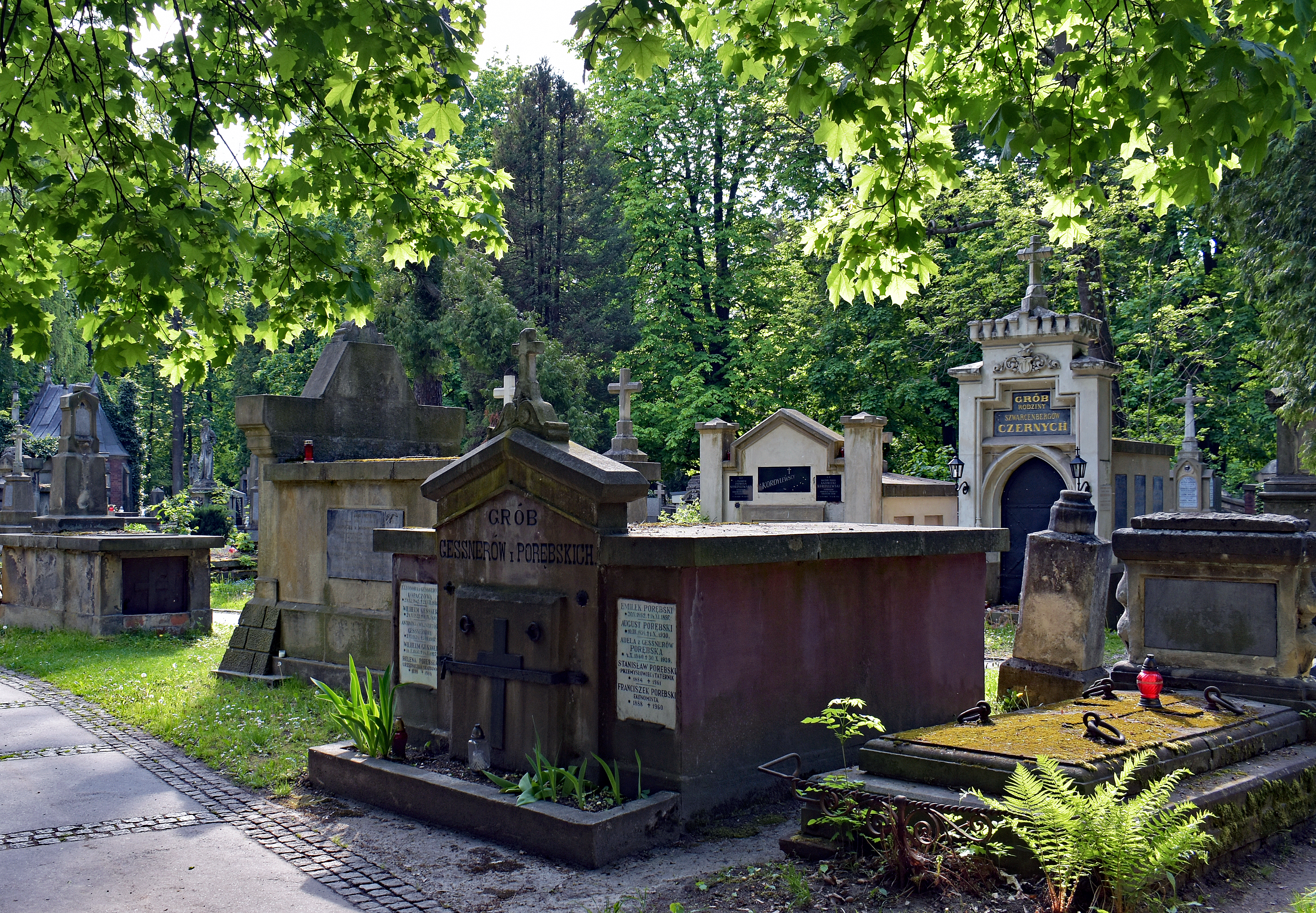
Cmentarz Rakowicki.
Grobowiec Gessnerów i Porębskich.

Stanisław Porębski (ur. 6 października 1884 w Krakowie, zm. 10 października 1960 tamże) – polski taternik i działacz turystyczny, przemysłowiec i handlowiec, kapitan rezerwy artylerii Wojska Polskiego.

## Życiorys
Przed pierwszą wojną światową należał do grona najczynniejszych taterników. W swoim dorobku miał przejścia najtrudniejszych na tamte czasy dróg wspinaczkowych, m.in. pierwsze wejścia na:
- Zadniego Mnicha północną ścianą (20 sierpnia 1909 wraz z Włodzimierzem Jodkowskim),
- Zadnią Bednarzową Turnię (3 sierpnia 1905 z Włodzimierzem Boldireffem),
- Hińczową Przełęcz wprost od Morskiego Oka (sierpień 1906 z Adamem Staniszewskim),
- Mięguszowiecki Szczyt Pośredni (15 sierpnia 1903 z W. Boldireffem),
- Ciężką Przełączkę przy przejściu granią (13 sierpnia 1909 – samotnie),
- Żabi Szczyt Wyżni (13 sierpnia 1909 – samotnie)[1].

W roku 1953 (w 50-lecie swego pierwszego wejścia) powtórzył wejście na Mięguszowiecki Szczyt Pośredni.
Działał czynnie w organizacjach taternickich i turystycznych. W roku 1908 został członkiem Sekcji Turystycznej Towarzystwa Tatrzańskiego (w latach 1912, 1913 i 1919 był członkiem jej zarządu, zaś w roku 1924 członkiem komisji rewizyjnej). W roku 1913 wchodził w skład komitetu redakcyjnego pisma „Taternik”. W latach 1912–1925 był działaczem Polskiego Towarzystwa Tatrzańskiego, pełnił różne funkcje w jego zarządzie głównym, m.in. jako skarbnik i sekretarz.
Podczas I wojny światowej służył w armii austriackiej; jako nadporucznik rezerwowy artylerii przydzielony do 1 Dywizji Konnej Artylerii w 1915 został odznaczony Krzyżem Zasługi Wojskowej III klasy z dekoracją wojenną. Po odzyskaniu przez Polskę niepodległości w 1918 został przyjęty do Wojska Polskiego. Został awansowany do stopnia kapitana rezerwy artylerii ze starszeństwem z 1 czerwca 1919. W 1923, 1924 jako oficer rezerwowy był przydzielony do 5 pułku artylerii ciężkiej. W 1934 jako kapitan rezerwy artylerii był przydzielony do Oficerskiej Kadry Okręgowej nr V jako oficer po ukończeniu 40. roku życia i pozostawał wówczas w ewidencji Powiatowej Komendy Uzupełnień Kraków Miasto.
W 1939 jako oficer rezerwy uczestniczył w kampanii wrześniowej, potem do końca wojny przebywał w Rumunii, zarabiając na życie dawaniem lekcji języków. W tym czasie jego jedyny syn zginął w Oświęcimiu.
W roku 1946 wrócił do Polski. Poświęcił się wówczas popularyzacji turystyki, pracując jako przewodnik PTTK oraz wygłaszając odczyty m.in. w Zakopanem. W połowie września 1960 r. odbył, w towarzystwie Jadwigi Roguskiej-Cybulskiej i prof. Zygmunta Klemensiewicza, swoją ostatnią wycieczkę w Tatry - nad Popradzki Staw, by spotkać się z przybyłym w Tatry Słowackie dawnym węgierskim członkiem Sekcji Turystycznej Towarzystwa Tatrzańskiego, Gyulą Komarnickim.
Był również autorem artykułów głównie o tematyce taternickiej, turystycznej, topograficzno-historycznej, a także artykułów technicznych. Ukazywały się one głównie w „Taterniku” oraz na łamach „Sportowca”. Pisywał również utwory literackie (m.in. Pięćdziesiąt lat temu (1954, wyd. Turysta) – o swoim pierwszym wejściu na Mięguszowiecki Szczyt Pośredni, Nad dachami świata (1954, wyd. Sportowiec) – o wyprawie na Mount Everest w 1953 r.)